# Gustav Joseph Richter
Gustav Joseph Richter (* 3. Dezember 1854 in Wien; † 8. Juni 1930 ebenda) war ein Kapellmeister und Komponist.

## Leben

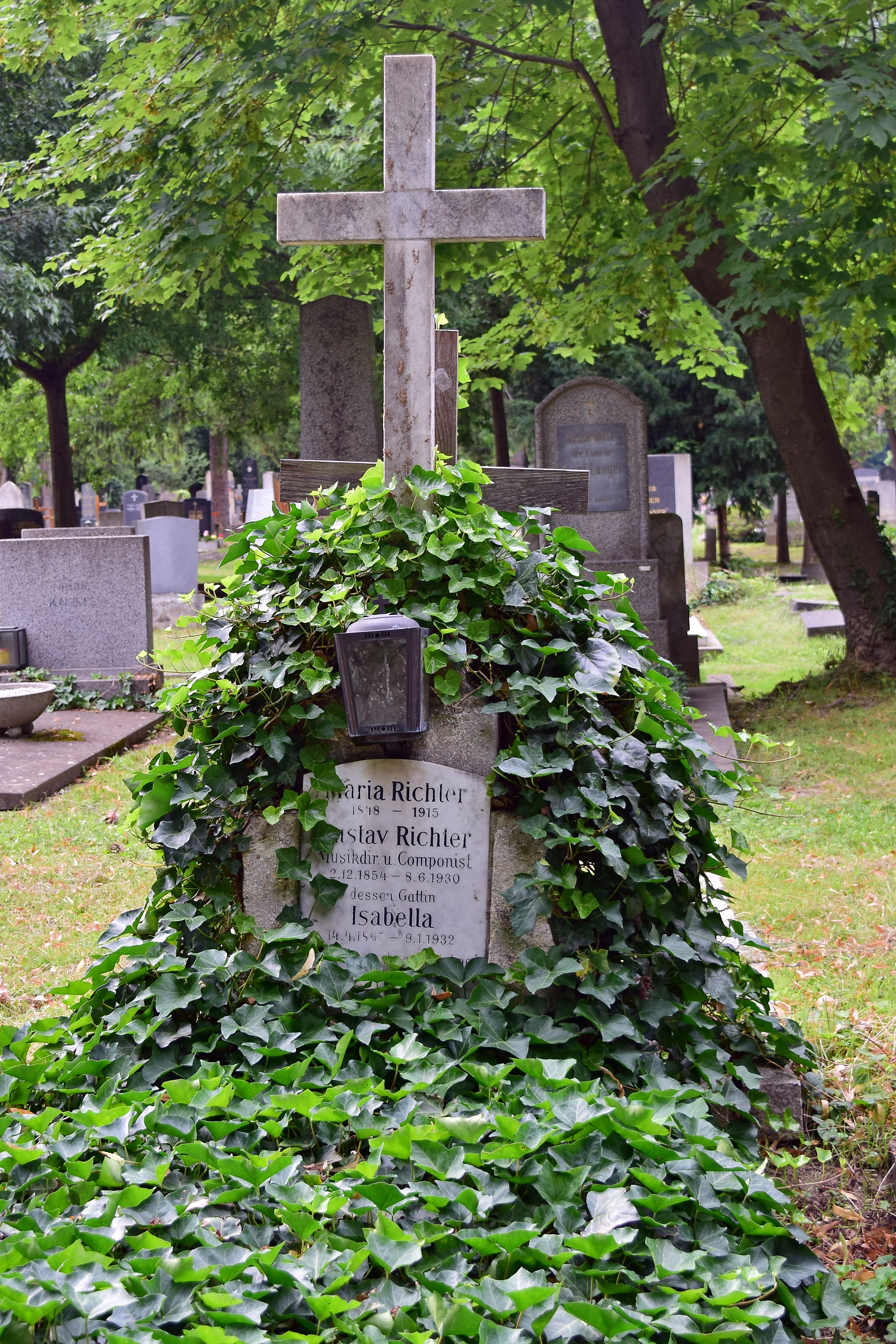
Ehrenhalber gewidmetes Grab auf dem Wiener Zentralfriedhof

Richter studierte von 1863 bis 1865 am Konservatorium der Gesellschaft der Musikfreunde Gesang bei L. Weiß. 1870 wurde er Pianist in der Volkssängergesellschaft von Karl Drexler, für dessen Singspielhalle er zumindest 1879 mehrere Singspiele komponierte. Richter gründete 1885 eine Damenkapelle, die im Prater spielte und im Winter auf Konzertreisen (bis nach Russland) ging. Die Leitung seiner Kapelle hatte Richter bis etwa 1918 inne. 1929 wird er anlässlich einer Verehelichung nach wie vor als „Musikdirektor“ bezeichnet und bei seinem Tod als „Kapellmeister“.
Seine letzte Ruhe fand er in einem ehrenhalber gewidmeten Grab auf dem Wiener Zentralfriedhof (Gruppe 81B, Reihe 19, Nr. 40).